# Juan Nepomuceno Almonte

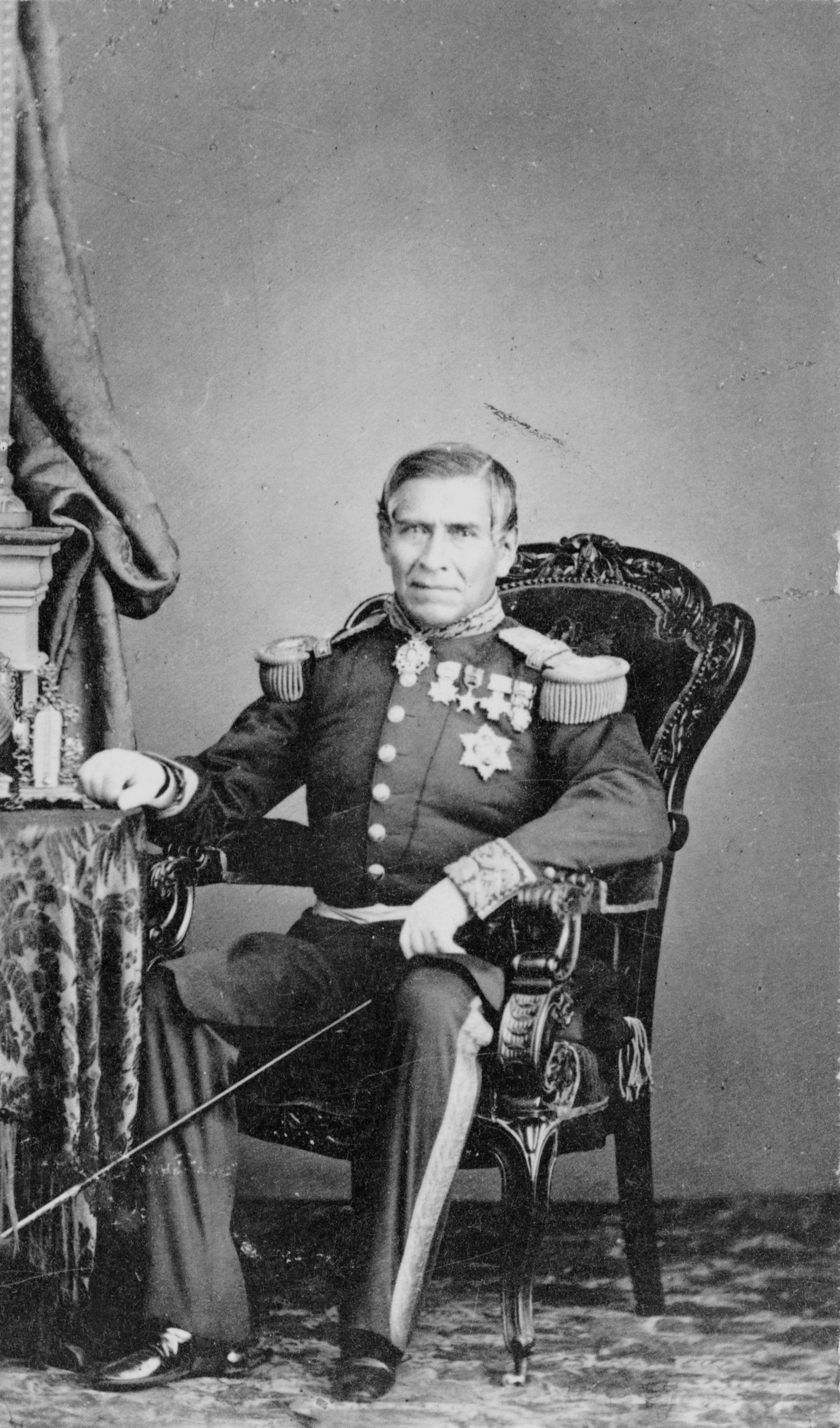
Juan Nepomuceno Almonte

Juan Nepomuceno Almonte (Parácuaro (?), 15 mei 1803 - Parijs, 21 maart 1869) was een conservatief Mexicaans politicus, diplomaat en militair. 
Almonte was de onwettige zoon van de onafhankelijkheidsstrijder José Maria Morelos en Brigida Almonte, een Purépecha-indiaan. Almonte vocht als kind aan de zijde van zijn vader in de Mexicaanse Onafhankelijkheidsoorlog maar vluchtte na diens dood naar New Orleans. Na de onafhankelijkheid vervulde hij meerdere diplomatieke functies, en was ambassadeur in onder andere België, Venezuela en de Verenigde Staten.
Hij vocht aan de zijde van Antonio López de Santa Anna tegen de Texaanse rebellen en werd bij de Slag bij San Jacinto gevangengenomen. Later bekleedde hij een aantal diplomatieke posten. In 1859 reisde hij naar Triëst om daar met een groep conservatieve notabelen de keizerskroon aan Maximiliaan van Habsburg aan te bieden. Aanvankelijk weigerde Maximiliaan, maar toen Napoleon III in 1861 Mexico was binnengevallen en hem opnieuw de kroon aanbood accepteerde hij alsnog.
Op 11 juli 1863 werd het Tweede Mexicaanse Keizerrijk uitgeroepen. Omdat keizer Maximiliaan nog niet in Mexico was aangekomen, werd het voorlopig bestuurd door een regentschap, met Almonte aan het hoofd. Na de troonsbestijging van Maximiliaan diende hij nog een aantal maanden als gouverneur-generaal.
In 1867 vertrok hij naar Europa om steun te vergaren voor het in crisis verkerende keizerrijk. Bij zijn afwezigheid viel het rijk en werd Maximiliaan geëxecuteerd. Almonte overleed in Parijs in 1869.